# Olivia Baril
Pour les articles homonymes, voir Baril (homonymie).
Olivia Baril, née le 10 octobre 1997 à Rouyn-Noranda (Abitibi-Témiscamingue), est une coureuse cycliste professionnelle canadienne.

## Biographie

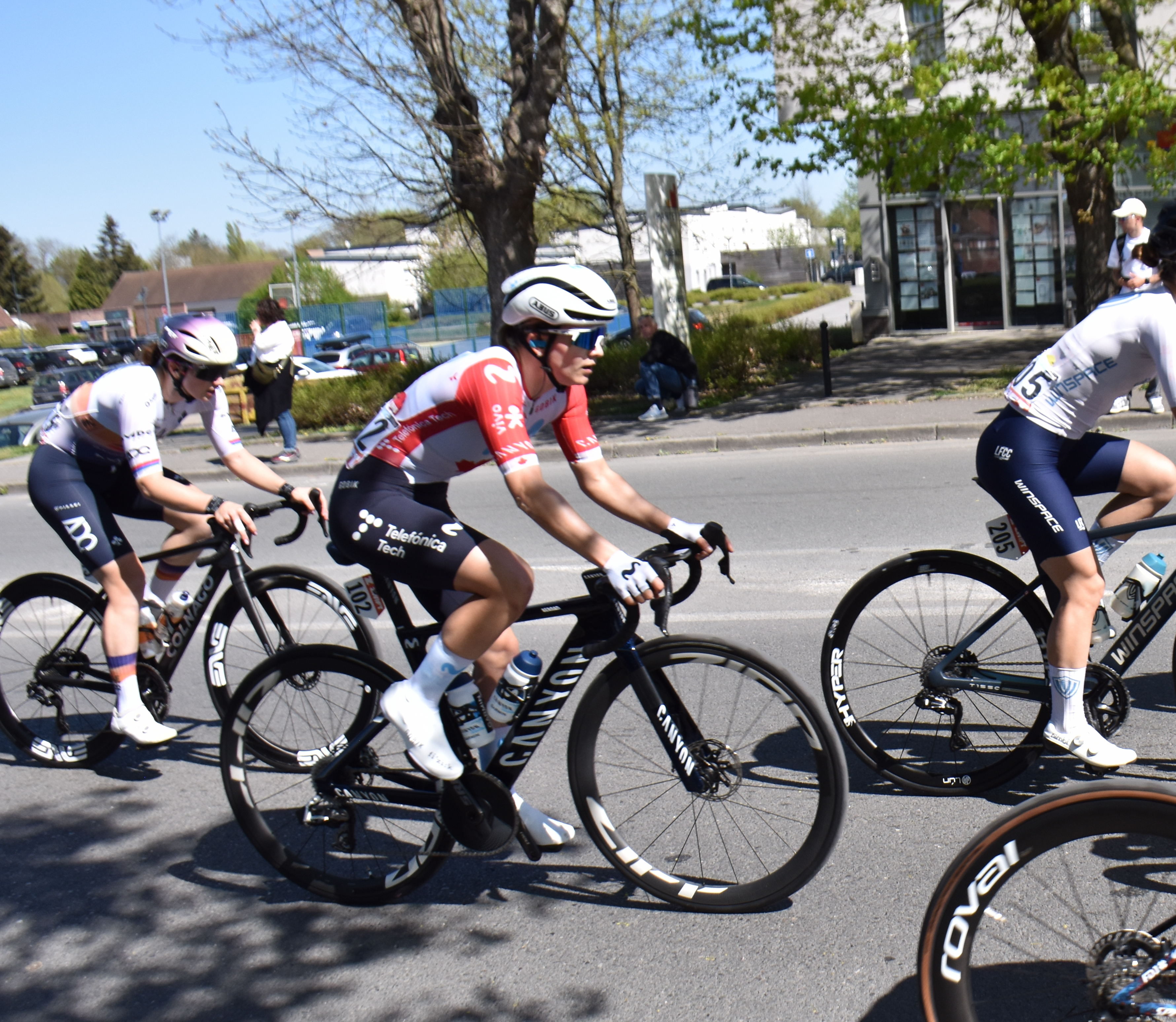
Olivia Baril #102 lors de Paris-Roubaix 2025.

En 2022, elle se classe septième du Festival Elsy Jacobs. Au Grand Prix Eibar, Mavi Garcia accélère dans l'Alto de San Miguel. Elle se détache avec d'autres, dont Baril. Cette dernière s'impose au sprint,. Au Tour du Pays basque, sur la deuxième étape, elle est deuxième du sprint derrière Demi Vollering. En juin, elle gagne le classement de la meilleure jeune du Tour de Suisse.
En septembre 2022, elle signe un contrat de deux ans avec UAE Team ADQ.
Au Tour du Pays basque, Olivia Baril est cinquième de la première étape. Elle est septième du sprint le lendemain. Sur la dernière étape, dans la montée vers Mendizorrotz, Vollering accélère. Elle est ensuite rejointe par Van Vleuten. Derrière, Niewiadoma, Reusser et Baril sont en chasse et opèrent la jonction. Olivia Baril est troisième. Elle prend également la quatrième place du classement général. Elle se classe sixième du Tour de Scandinavie. Au Tour de l'Ardèche, elle est troisième de la difficile cinquième étape,. Le lendemain, elle règle le sprint du peloton pour la deuxième place,. Elle s'impose sur l'étape suivante et est quatrième du classement général final. En octobre 2023, Movistar annonce le recrutement d'Olivia Baril pour la saison 2024.

## Palmarès sur route

### Par années
- 2019
  - 3e étape du Tour de Charente-Maritime féminin
- 2022
  - Gran Premio Ciudad de Eibar[4]
  - 3e du Memorial Monica Bandini
- 2023
  - Gran Premio Ciudad de Eibar
  - 7e étape du Tour cycliste féminin international de l'Ardèche
  - 2e du championnat du Canada sur route
  - 2e du  championnat du Canada du contre-la-montre
  - 4e du Tour du Pays basque
  - 6e du Tour de Scandinavie
- 2024
  -  Championne du Canada sur route
  - Women Cycling Pro Costa De Almería
  - 1re étape du Tour d'Estrémadure féminin
  - 2e du  championnat du Canada du contre-la-montre
  - 6e du Tour du Pays basque
  - 7e du Trofeo Alfredo Binda-Comune di Cittiglio
- 2025
  -  Championne du Canada du contre-la-montre

### Résultats sur les grands tours

#### Tour d'Italie
1 participation
- 2022 : abandon (3e étape)

#### Tour de France
3 participations :
- 2022 : 104e
- 2023 : 29e
- 2024 : 41e

#### Tour d'Espagne
3 participations
- 2023 : 19e
- 2024 : 30e
- 2025 : 94e

### Classements mondiaux
| Année                                 | 2019 | 2020 | 2021 | 2022 | 2023 | 2024 |
| ------------------------------------- | ---- | ---- | ---- | ---- | ---- | ---- |
| Classement UCI                        | 359e | 522e | 288e | 71e  | 36e  | 45e  |
| UCI World Tour                        | nc   | nc   | 152e | 84e  | 40e  | 54e  |
|                                       |      |      |      |      |      |      |
| Légende : nc = non classéSource : UCI |      |      |      |      |      |      |